# Le Farfelu du régiment
Pour plus de détails, voir Fiche technique et Distribution.
Le Farfelu du régiment (Come inguaiammo l'esercito) est une comédie de bidasses italienne réalisée par Lucio Fulci et sortie en 1965.

## Synopsis
le sergent découvre que son soldat cache un môme.

## Fiche technique
Sauf indication contraire, les informations mentionnées dans cette section peuvent être confirmées par la base de données cinématographiques IMDb,  présente dans la section « Liens externes ».
- Titre français : Le Farfelu du régiment[1]
- Titre original : Come inguaiammo l'esercito
- Réalisation : Lucio Fulci
- Scénario : Alfonso Brescia, Amedeo Sollazzo (it), Roberto Gianviti (it), Franco D'Este et Lucio Fulci
- Assistant réalisateur : Giovanni Fago
- Photographie : Angelo Lotti
- Montage : Ornella Micheli (it)
- Costumes : Mario Giorsi
- Musique : Enzo Leoni
- Son : Vittorio Massi
- Sociétés de production : Five Film
- Pays de production :  Italie
- Langue de tournage : italien
- Format : Noir et blanc - 1,66:1 - Son mono - 35 mm
- Genre : Film de bidasses
- Durée : 89 minutes
- Dates de sortie :
  - Italie : 21 août 1965
  - France : 13 mai 1966[1]

## Distribution
- Franco Franchi : Le soldat Piscitello
- Ciccio Ingrassia : Sergent Camilloni
- Remo Germani : Nick Moroni
- Alicia Brandet : Catherine
- Gina Rovere : Mariuccia
- Umberto D'Orsi : Hamlet
- Luigi Pavese : Général MacKee
- Andrea Scotti : Le capitaine
- Lino Banfi : Le caporal de la jeep